# Penny Black

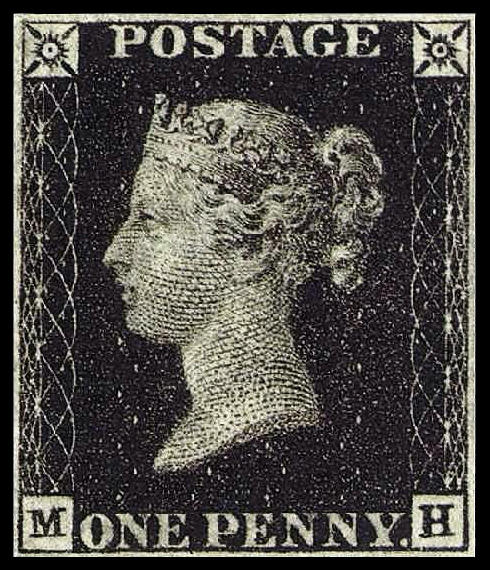
Penny Black.

El denominat Penny Black o Penic Negre va ser el primer timbre o segell de correus de la història, emès pel Regne Unit l'1 de maig de 1840 i vàlid per a ús postal des del 6 de maig per iniciativa de Rowland Hill després de la reforma del sistema postal britànic destinat a fer pagar al remitent segons el pes de l'enviament, i no al destinatari i segons la distància com fins llavors.
El timbre duu l'efígie de la reina Victòria. Per al seu disseny es va convocar un concurs en el qual van participar més de 2.000 dissenys i per al qual havia un premi de 600 lliures. No va haver un guanyador, pel que es va decidir utilitzar com disseny base un medalló de William Wyon realitzat en 1837 per a commemorar la visita de la reina a Londres, que va ser pintat per Henry Corboull, gravat per Frederick i Charles Health i imprès per Perkins Bacon. Va tenir un primer tiratge de 60.000 exemplars, però fins a ser retirat de la circulació, en 1841, es van emetre 68 milions d'exemplars, dels quals es calcula que sobreviuen un milió i mig.
Cada segell de correus mostra les coordenades del lloc que ocupava inicialment en la fulla d'impressió. Eixes coordenades es formen amb dues lletres, una per a la línia i altra per a la columna: d'AA a TL, que apareixen en els cantons dels timbres i que permeten als filatelistes reconstruir les fulles completes dels primers timbres britànics.